# الصم في تونس

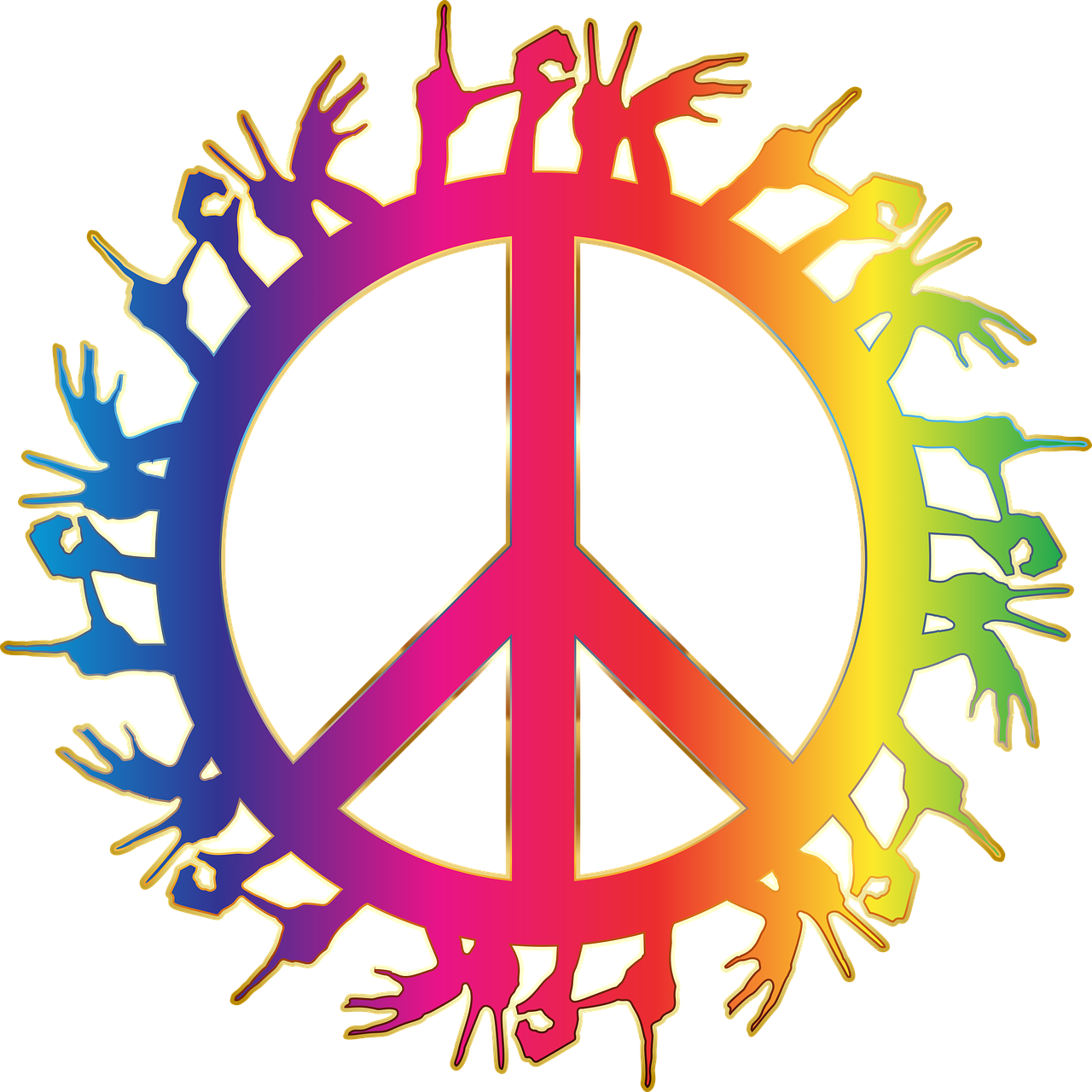

الصم في تونس - تقديرات عدد السكان الصم في تونس تتراوح ما بين 40 ألفًا و60 ألف شخص.   وتشير هذه التقديرات إلى أن الأشخاص الصم يشكلون نسبة ما بين 0.3% إلى 0.5% من عدد السكان. ويمكن أن تكون نسبة التونسيين الذين يعانون الصم أعلى بكثير في المجتمعات المعزولة، حيث تتراوح النسبة من 2% إلى 8%.  ولعل الأرتفاع في معدل انتشار المرض يرجع إلى ارتفاع معدلات الزواج المختلط، والعزلة الجغرافية، والتقاليد الاجتماعية.  لغة الإشارة التونسية، والتي يتم اختصارها إلى TSL أو LST، هي لغة الإشارة الأكثر استخدامًا في تونس.  اعتبارًا من عام 2008م، بلغ عدد مستخدمي لغة TSL حوالي 21000 مستخدم. 

## نشوء اللغة
تتكون لغة الإشارة التونسية (TSL) من ثلاث لغات رئيسة متمثلة في: لغة الإشارة الفرنسية ، ولغة الإشارة الإيطالية ، ولغة الإشارة العربية الموحدة.   فالاستعمار الفرنسي لتونس (1881 - 1956م) قد أثرعلى اللغات الشفوية لمجتمع السامعين ولغة الإشارة لمجتمع الصم، حيث استعارت لغة الإشارة الفرنسية (LSF) بشكل كبير.   إن التواصل الكبير بين المجتمعين الفرنسي والتونسي يجعل من الصعب على الباحثين تحديد العلامات المميزة للغة TSL أو المستعارة من لغة الإشارة الفرنسية LSF.  وعلى الرغم من وجود أبحاث وتوثيق محدود حول لغة الإشارة التونسية، انتهى الباحثون إلى أن لغة الإشارة التونسية هي لغة مميزة، وذلك بسبب معجمها الفريد والذي يتضمن العديد من الإشارات التي ترمز إلى التقاليد والعادات والتاريخ التونسي: "، وعلى الرغم من الاقتراضات العديدة، فإن لغة الإشارة التونسية تتضمن إشارات "تونسية" لا يمكن الخلط بينها وبين أصلها لأنها إشارات ثقافية تمامًا تشير إلى التقاليد وتاريخ تونس وعادات التونسيين الصم." وقد تم الاعتراف بلغة الإشارة التونسية رسميًا بوصفها لغة إشارة منذ عام 2006م. 

## المنظمات الهامة
إحدى المنظمات الرئيسة التي تدعم الأشخاص الذين يعانون الصم في تونس هي جمعية صوت الصم في تونس (أو AVST).  وتعد جمعية AVST أقدم مؤسسة للصم في تونس، والتي تعمل على تعزيز الوصول إلى الرعاية الصحية والتعليم والتوظيف المتعلق بالأفراد الصم.
وبالتعاون مع الدكتورة "أميرة اليعقوبي"، قامت جمعية AVST التونسية بتأسيس مستشفى. حيث يتم توفير المواعيد الطبية بلغة الإشارة التونسية. يقع المستشفى في أكثر المجتمعات العشوائية اكتظاظًا بالسكان، جبل الأحمر، وذلك على مشارف العاصمة التونسية. 
منال برجاوي، هي معلمة تابعة لجمعية AVST التونسية، وهي تعد الشخص الأول والوحيد الذي يقوم بتدريس اللغة الإنجليزية للأطفال الصم/ضعاف السمع وذلك من خلال لغة الإشارة التونسية في منطقة الشرق الأوسط وشمال إفريقيا بأكملها.   وبسبب إحباطها من نقص المواد التعليمية للأطفال الصم/ضعاف السمع، كتبت برغاوي كتاب دعونا نتحدث بالإنجليزية يدويًا، والذي صدر عام (2017)، والكتاب يعد أول كتاب مدرسي باللغة الإنجليزية للأطفال الصم/ضعاف السمع في تونس ومنطقة الشرق الأوسط وشمال إفريقيا.  في عام 2018م، طوّرت برجاوي تطبيقًا تعليميًا بعنوان "Let'sapp" للصم التونسيين/سكان منطقة الشرق الأوسط وشمال إفريقيا. في الوقت الحالي، تقدم منظمة برجاوي دروسًا باللغة الإنجليزية وجهاً لوجه وعبر الإنترنت، الأمر الذي يساعد أكثر من عشرة أشخاص ممن يعانون الصم من تحسين لغتهم الإنجليزية كل عام دراسي.
وتعمل جمعية AVST على رفع مستوى الوعي بشأن مجتمع الصم - فعلى سبيل المثال وفي عام 2016م، أنتجت الجمعية فيلمًا باللغة التركية، وفي عام 2017م، نظمت جمعية AVST أول يوم عالمي للصم في تونس.  وذلك بالتعاون مع الأكاديمية الرياضية والتعليمية للصم في تونس (اختصارًا ASEST) ومنظمات الصم الأخرى،كما أن الجمعية تعقد مؤتمرات سنوية حيث تتم مناقشة قضايا وتجارب مجتمع الصم. وفي عام 2022م، عقدت جمعية AVST حدثًا مع ASEST وذلك لمناقشة الحلول التكنولوجية للأشخاص ذوي الإعاقات السمعية، بحضور متحدثي لغة الإشارة والمترجمين الفوريين في الحدث.
وأثناء جائحة كوفيد-19 ، أنتجت المؤسسة الدولية للأنظمة الانتخابية مقطع فيديو بلغة الإشارة التونسية حول مخاطر كوفيد-19 والتدابير الوقائية للحفاظ على سلامة السكان الصم من العدوى.  وقامت وزارة الشؤون الاجتماعية التونسية بنشر محتوى الفيديو على موقع الفيسبوك، وقد تمت مشاهدة الفيديو أكثر من 30 ألف مرة، كما تمت مشاركته حوالي 500 مرة. وقد اتبعت منظمات الصم الأخرى هذا النهج في مشاركة الفيديو، وتم بثه على العديد من القنوات التلفزيونية الوطنية. 

## الكشف المبكر عن السمع والتدخل
يمكن القول: أن ضعف السمع يؤثر سلبًا على قدرة الأطفال على تطوير مهارات التواصل لديهم.  ولذلك فكلما تم اكتشاف ضعف السمع لدى الطفل في وقت مبكر، كلما حصل الطفل على رعاية أفضل، مما يؤدي بدوره إلى تطور أفضل للغة والكلام. 
ويمكن القول أيضًا أنه لا يوجد برنامج وطني يتم من خلاله الكشف المبكر والتدخل فيما يتعلق بضعف السمع في تونس؛ ومع ذلك، فهناك دراسات بحثية وبرامج تهدف إلى دراسة انتشار مستويات مختلفة من فقدان السمع لدى الأطفال وحديثي الولادة التونسيين.  
في مستشفى "شارل نيكول Charles Nicolle" بتونس، قام قسم حديثي الولادة بجمع لبيانات من فحوصات السمع لـ 3260 مولودًا جديدًا.  ومن خلال هذه الدراسة تم تحديد أن 0.9% من الأطفال حديثي الولادة يعانون من فقدان سمع ثنائي خفيف، و1.5% يعانون من فقدان سمع عميق أحادي الجانب في الأذن اليمنى، وطفل واحد حديث الولادة يعاني من فقدان السمع . 
وفي دراسة أخرى تم إجراءها في مستشفى "محمد التلاتلي" تم من خلالها فحص ضعف السمع لدى 397 رضيعًا تتراوح أعمارهم ما بين أربعة أيام وخمسة أشهر.  وقد تم إجراء اختبار الانبعاث الصوتي الأذني لجميع هؤلاء الأطفال. وتبين أن نسبة 9.37% من الأطفال يعانون من بعض ضعف السمع. ومن بين هؤلاء الرضع الذين يعانون من بعض ضعف السمع، تم إجراء اختبار آخر تمثل في استجابة جذع الدماغ السمعية لـ 27 منهم، حيث جاءت نتيجة اختبار إيجابية بنسبة 80%. 
وفي منطقة رأس جبل بنزرت (شمال تونس)، خضع 304 طفلاً تتراوح أعمارهم ما بين أربع وست سنوات لفحوصات السمع لأول مرة في حياتهم.  وقد شمل الفحص فحصًا أوليًا للأذن، والعديد من الاختبارات مثل: اختبارات قياس السمع الذاتية والموضوعية، واختبار الانبعاث الصوتي الأذني ، واختبارات مقياس المعاوقة الصوتية، وتقييم الكلام واللغة.  12.17% من الأطفال يعانون من ضعف السمع (33 يعانون من فقدان السمع التوصيلي ، واثنان منهم يعانون من فقدان السمع الحسي العصبي ، واثنان أيضًا يعانون من فقدان السمع المختلط). كما أظهر 14 طفلاً اضطرابًا في النطق، و10 أطفال تأخرًا في اللغة، وخمسة أطفال تأخروا في الكلام. وقد تم إحالة الأطفال إلى أخصائيي الأنف والأذن والحنجرة لمتابعتهم وتقديم الرعاية المناسبة لهم. 

## الحرمان اللغوي
ونتيجة لعدم وجود برامج للكشف عن ضعف السمع، فإن مهارات اللغة والتواصل الكتابي لدى الصم التونسيين ضعيفة للغاية. فهناك حوالي 98% من الأفراد التونسيين الذين بعانون الصم يعانون الأمية.  وفي المناطق العربية مثل تونس حيث تنتشر حالات الازدواج اللغوي، تحدث معدلات أمية أعلى من تلك الموجودة في المناطق غير العربية. 

## التعليم الابتدائي والثانوي
وبموجب المادة (47)، من الدستور التونسي الجديد والتي تنص على أن حق التعليم مضمون للأطفال من قبل والديهم والدولة.  علاوة على ذلك، فقد صادقت تونس على الميثاق الأفريقي لحقوق الإنسان والشعوب في السادس من أغسطس عام 1982م، وبالتالي فهي ملزمة قانونًا بهذه المعاهدة التي تنص على أن التعليم للأطفال الذين تتراوح أعمارهم بين 6 و16 عامًا هو أمر إلزامي.   وعلى الرغم من وجود مثل هذه القوانين، نجد أن الأفراد التونسيين الذين يعانون الصم لا يتمتعون بفرص متساوية للحصول على التعليم.
وهناك مسارين تعليميين في تونس.  المسار الأول يتمثل في: التعليم العادي - وهو المسار الذي سيشارك فيه معظم الأطفال، والذي تشرف عليه وزارة التعليم. أما المسار الثاني من التعليم فهومخصص للأطفال من ذوي الإعاقة، حيث يندرج الأطفال التونسيون الذين يعانون الصم ضمن هذه الفئة. ويشرف على هذا المسار وزارة الشؤون الاجتماعية، غير أن وزارة الشؤون الاجتماعية أناطت هذه المسؤولية بالمنظمة المستقلة "الجمعية التونسية لمساعدة الصم" (ATAS). حيث لا توجد رقابة حكومية، أو أية مساءلة فيما يتعلق بتعليم الأطفال الذين يعانون الصم من التونسيين. 
في عام 2013م، تم نشر تقرير عن النظام التعليمي المتعلق بالأفراد التونسيين الذين يعانون الصم.  وقد جمعت المؤلفة، الدكتورة "مارتا ستروسكيوMarta Stroscio"، نتائجها بعد زيارة 5 من أصل 70 مركزًا تعليميًا تابعًا لـ ATAS.  وذكرت ستروسكيو أن هناك فجوة في المناهج الدراسية بين المدارس الخمس. حيث تعتمد بعض المراكز على طريقة التدريس الشفهية تمامًا، أي أن لغة التدريس هي اللغة المنطوقة ويتم تشجيع الطلاب على تحسين مهارات التحدث لديهم إذا أمكن. وتستخدم مراكز أخرى بعض أشكال لغة الإشارة أو التواصل الشامل. 
وقد تم أيضًا وصف المراكز التعليمية بمزيد من التفصيل في تقرير آخر تم نشره في عام 2022م. ويتكون التعليم الابتدائي للاطفال التونسيين الذين يعانون الصم من ست سنوات من الدراسة الابتدائية المتخصصة.  وسيلتحق الأطفال من ذوي الإعاقة من سن 6 إلى 12 عامًا بهذه المدارس الابتدائية. وعلى عكس اسم "المدرسة المتخصصة"، فلا يوجد شيء متخصص في هذه المراكز التعليمية. وقد أشارت الدراسات إلى أن الأطفال الذين يعانون الصم يتعلمون جنبًا إلى جنب مع الأطفال المصابين بالتوحد والأطفال المصابين بأمراض عقلية، ولا يتم تلبية الاحتياجات التعليمية الفريدة للطالب.  ويؤكد عضو جمعية الصم التونسيين "وسيم بن ذياب" أن عدم وجود لغة إشارة ومعلمين لذوي الاحتياجات الخاصة أدى إلى تفاقم سوء التعليم الذي يتلقاه الصم التونسيون.  وفي هذه المراكز التعليمية، تم ملاحظة أن المواد الدراسية لم تكن مخصصة للأطفال الصم، حيث كانوا يستخدمون نفس الكتب المدرسية التي يستخدمها الأطفال في المدارس العادية. 
وعلى عكس المدرسة الابتدائية، فلا يوجد نظام تعليمي ثنائي المسار للمدرسة الثانوية.  ففي المدرسة الثانوية، ينضم الأطفال التونسيين الذين يعانون الصم إلى طلاب المدارس العادية. ويتم تدريس المواد في المدرسة الثانوية باللغة العربية الفصحى واللهجة التونسية والفرنسية، وهي لغات لا يجيدها الأطفال الذين يعانون الصم، وذلك لأن تعليمهم الابتدائي كان سيئًا للغاية.  وهناك نقص في مترجمي لغة الإشارة في هذا المستوى من التعليم أيضًا. 
تقول "منى بلهوانط، وهي تونسية صماء جزئيًا وعضوة في Deaf Unity، "لم يتمكن معظم [الأطفال الصم] من الوصول إلى مستوى المدرسة الثانوية، بسبب الافتقار إلى التدابير الكافية، وغياب مترجمي لغة الإشارة ووجود حواجز التواصل".  ومن المشجع  أن الطلاب الصم يشقون طريقهم من المراكز المتخصصة إلى المدارس العادية؛ ومع ذلك، فقد شهدت مراكز التعليم للصم مثل El Imtiez عودة الأطفال من المدارس العادية لأنهم وجدوا المنهج الدراسي صعبًا للغاية أو كانوا يتعاملون مع الآثار النفسية للتنمر .  يندمج 1% - 10% فقط من الأطفال ذوي الإعاقة في المدارس الرئيسية بنجاح، وحتى عدد أقل يحصلون على شهادة الدراسة الثانوية. وهذا بالمقارنة مع 33.9% من عامة السكان الذين حصلوا على شهادة الثانوية العامة على الأقل في تونس.  
وقد أشار مستشار وزير التربية والتعليم "منجي جودبان" إلى إن التلاميذ ذوي الإعاقات البصرية فقط هم القادرون على الاندماج في المدارس العادية، لأنهم يعرفون كيف يتصرفون بشكل طبيعي". 

## التعليم العالي
حيث ان التعليم الابتدائي والثانوي الذي يتلقاه الأطفال التونسيين الذين يعانون الصم ضعيف، فإن العديد منهم يتابعون التدريب المهني كتعليم عالي، بدلاً من الحصول على شهادة جامعية تقليدية.  وتتضمن برامج التدريب هذه مهنًا مثل الخياطة، وتصفيف الشعر والتصميم.   وفي تقرير اتفاقية الأمم المتحدة لحقوق الأشخاص ذوي الإعاقة لعام 2010م بشأن تنفيذ حقوق الأشخاص ذوي الإعاقة، أدرجت الحكومة مؤسسة واحدة فقط لديها برامج تدريب مهني مخصصة للأشخاص الذين يعانون الصم. وكان مركز التدريب المهني للصم في قصر هلال يضم 43 طالبًا مسجلين وقت إعداد التقرير.  ومن المعروف أن الشهادات التي سوف يحصل عليها الأشخاص الذين بعانون الصم من برامج التدريب المهني هذه لا يؤخذ بها من قبل أرباب العمل. 

## التوظيف
معدلات البطالة بين الأفراد التونسيين الذين يعانون الصم مرتفعة جدًا.  والحكومة تقدم حوافز للشركات، من أجل توظيف المزيد من الأشخاص من ذوي الإعاقة، ومن بين هذه الحوافز أن تتمكن الشركات من دفع الضرائب للموظفين ذوي الإعاقة إذا أكدت الشركة أن 1% على الأقل من بين موظفيها من ذوي الإعاقة.  لا ينطبق هذا الحافز إلا على الشركات الصغيرة والمتوسطة الحجم، وبالتالي فهو ليس فعالاً في زيادة نسبة الأشخاص من ذوي الإعاقة في القوى العاملة.  وحتى مع وجود مثل هذا الحافز، فإن الشركات تظل مترددة في توظيف الأشخاص من ذوي الإعاقة، وخاصة الأفراد الذين يعانون الصم، ويرجع ذلك بطبيعة الحال إلى ضعف تعليمهم.  ومن بين العدد القليل من الأشخاص ذوي الإعاقة الذين تم توظيفهم، فإن معظمهم يعانون من ضعف البصر.  وذلك لأن هذا هو الأسهل بالنسبة للأشخاص ذوي الإعاقات البصرية للاندماج في مكان العمل. وقد اعترف مسؤول من وزارة الشؤون الاجتماعية بأن الأشخاص ذوي الإعاقة يحصلون على أجور أقل مقابل نفس العمل الذي يقوم به زملاؤهم من الاصحاء.  وقد قامت الحكومة بفتح حسابات من أجل تقديم المساعدات المالية للأشخاص العاطلين عن العمل من ذوي الإعاقة، وذلك من خلال الإيرادات الناتجة عن فرض الضرائب على بعض المنتجات والطرود البريدية. 

## الرعاية الصحية
الأشخاص الذين يعانون الصم يواجهون مجموعة من الحواجز والعوائق التي حول دون وصولهم إلى الرعاية الصحية وتلقيها. ومن بين هذه العوائق والحواجز: الحرمان من اللغة. فلن يتمكن الأشخاص الأميون من تلقي الرعاية الصحية المناسبة التي يحتاجون إليها.  وعلى سبيل المثال، فقد لا يفهمون الإجراءات التي يوافقون عليها، ومتى يتم تحديد موعدهم التالي، وكيفية تناول الأدوية الموصوفة بشكل صحيح، وغيرذلك.  وبما أن 98% من سكان تونس الصم يعانون الأمية، فمن المؤكد والطبيعي أنهم سيواجهون بعض المشاكل المذكورة أعلاه.  وقد تم أيضًا تحديد أن التأخير في الوصول إلى لغة الإشارة من شأنه أن يحد من معرفة الصحة.  وباستخدام تقديرات عدد الصم التونسيين ومستخدمي لغة الإشارة الصينية، فإن نسبة الأفراد التونسيين الذين يعانون الصم والذين يستخدمون لغة الإشارة الصينية تتراوح ما بين 35% إلى 53%.    ونتيجة لذلك، فمن المؤكد إن نسبة كبيرة من الأفراد التونسيين الذين يعانون الصم سوف يواجهون نقصاً كبيرًا في المعرفة الصحية.
وهناك عقبة أخرى يواجهها الصم التونسيون والتي تتمثل في عدم قدرتهم على التواصل بشكل مباشر مع مقدمي الرعاية الصحية. وذلك لأن لغة الإشارة التونسية هي إشارة مجتمع الصم (يستخدمها في الغالب الأشخاص الصم فقط)، فمن غير المرجح أن يكون الأطباء وغيرهم من العاملين في مجال الرعاية الصحية يجيدون لغة الإشارة التونسية.  وعلى الرغم من عدم إمكانية العثور على نسبة للعاملين التونسين من الصم الذين يعملون في القطاع الصحي، فمن المعقول أن نفترض أن النسبة يمكن أن تكون صغيرة بشكل لا يصدق، مع الأخذ في الاعتبار أن معظم التونسيين الذين يعانون الصم لا يحصلون حتى على شهادة الثانوية العامة. 
ونقص مترجمي لغة الإشارة يؤدي أيضًا إلى تفاقم حاجز اللغة. وللمساعدة في التصدي لهذه المشكلة، عملت جمعية صوت الصم في تونس مع الدكتورة "أميرة اليعقوبي" على إنشاء مستشفى حيث يتم توفير المواعيد الطبية بلغة الإشارة التونسية.  والمستشفى يقع في أكثر المجتمعات العشوائية اكتظاظًا بالسكان، جبل الأحمر، على مشارف العاصمة التونسية. 
وفي اعتراف صريح بهذه العوائق التي تحول دون الحصول على الرعاية الصحية، قامت المؤسسة الدولية للأنظمة الانتخابية بانتاج مقطع فيديو بلغة الإشارة التونسية حول مخاطر فيروس كورونا المستجد والتدابير الوقائية التي يجب اتباعها للحفاظ على سلامة الأفراد الصم من العدوى.  وقد تم نشر هذا الفيديو بواسطة وزارة الشؤون الاجتماعية التونسية على موقع الفيسبوك حيث تمت مشاهدته 30 ألف مرة وتمت مشاركته حوالي 500 مرة. وقد قامت منظمات الصم الأخرى باتباع هذا النهج في مشاركة الفيديو، كما تم بثه على العديد من القنوات التلفزيونية الوطنية. 

## الحفاظ على اللغة وتنشيطها
وفقًا للبيانات الصادرة عن الاتحاد العالمي للصم ، فإن تقديرات عام 2008م، الخاصة بعدد مستخدمي لغة الإشارة التونسية فقد كانت 21200 شخصًا؛ وتم تصنيف هذا على أنه عدد متوسط الحجم من المتحدثين.  ينتشر استخدام لغة الإشارة TSL في مختلف أنحاء تونس، ولكنه أكثر انتشارًا في تونس وصفاقس ، وهما المدينتين الأكثر اكتظاظًا بالسكان في تونس.   ووفقًا لـ Ethnologue، فإن لغة TSL هي علامة مجتمع الصم، وقد تم تصنيف حالتها اللغوية على أنها (ناشئة) على مقياس الاضطراب التدريجي الموسع بين الأجيال .  واللغات التي تتمتع بهذه المكانة "تستخدم بشكل نشط، مع استخدام الأدب في شكل موحد من قبل البعض، على الرغم من أن هذا ليس منتشرًا أو مستدامًا بعد."  يوجد في تونس حوالي 70 مركزًا تعليميًا يمكن للأطفال الصم التونسيين الالتحاق بها، وبعض هذه المراكز تقوم بتعليم اللغة الإنجليزية كلغة ثانية للطلاب، في حين لا تفعل ذلك مراكز أخرى، وبالتالي يتم نقل اللغة الإنجليزية كلغة ثانية إلى جزء على الأقل من الأجيال الشابة. 